# Microregione di Mazagão
Mazagão è una microregione dello Stato dell'Amapá in Brasile, appartenente alla mesoregione di Sul do Amapá.

## Comuni
Comprende 3 municipi:
- Laranjal do Jari
- Mazagão
- Vitória do Jari